# نونا اویل
نونا اویل (انگلیسی: Nunaoil) شرکت دولتی نفت و گاز گرینلندی است، که در سال ۱۹۸۵ تأسیس شد.